# Морское сражение вблизи Хеля
Морское сражение вблизи Хеля — военно-морской рейд, состоявшийся 29 июля 1571 года. 
Эскадра Королевского датско-норвежского военно-морского флота совершила налёт на порты Пак и Хель Балтийского моря, уничтожив или захватив пятнадцать кораблей каперского флота и польско-литовских войск Речи Посполитой. 
В результате налёта военно-морской флот Речи Посполитой был сокращён наполовину от своей прежней численности.

## Предыстория
После завершения Северной семилетней войны польско-литовские и шведские каперы продолжали нападать на торговые суда, которые вели торговлю с Русским царством через порт Нарва. И Польша, и Литва, и шведы воздерживались от прямых нападений на датско-норвежский флот, в то время как Дания и Норвегия рассматривали все подобные рейды как пиратство. В этих обстоятельствах Копенгаген решил предпринять действия, направленные против Речи Посполитой.

## Сражение
В июле 1571 года эскадра из восемнадцати датских кораблей под командованием датского адмирала Франке вошла в воды Гданьского залива. 29 июля вблизи Хеля датчане атаковали и уничтожили два польско-литовских корабля под командованием Кшиштофа Минкенбека, после чего датский десант высадился на Полуостров Хель и без сопротивления проник на него.
В тот же день датско-норвежские корабли вошли в бухту Пак, где недалеко от портового города Пак находились восемь польско-литовских военных кораблей плюс пять захваченных судов. Датско-норвежцы сломили сопротивление польско-литовских каперов и захватили все тринадцать кораблей, доставив их в Копенгаген. В результате рейда военно-морской флот Речи Посполитой сократился вдвое от своей прежней численности.

## Последствия
В конце августа 1571 года датско-норвежские корабли вновь появились в Гданьском заливе. На этот раз польско-литовские военные корабли были предупреждены заранее, и все польско-литовские военные корабли покинули Пак, направившись в городской порт Гданьск, где они нашли защиту. В течение двух недель датско-норвежский флот блокировал Гданьск, требуя, чтобы все суда, находящиеся в Гданьске, были переданы им. Власти Гданьска отказались это сделать, и, чтобы наказать город, была введена датско-норвежская блокада, в результате которой в Эресунне было остановлено тридцать четыре торговых судна, направлявшихся в Гданьск. Датско-норвежская победа доказала, что польско-литовские каперы, хотя и были достаточно опытны, чтобы охранять морское побережье, не смогли успешно противостоять королевскому датско-норвежскому военно-морскому флоту.